# Jordi Vilaprinyó Del Perugia
Jordi Vilaprinyó Del Perugia  (Barcelona, 6 de octubre de 1953) es un pianista español, profesor de piano en el Conservatorio Municipal de Música de Barcelona y en el Conservatorio Municipal de Cervera

## Trayectoria artística
Alumno del Conservatorio Municipal de Barcelona, estuvo bajo la tutela de Teresa Balcells y Sofía Puche, y más  tarde  con  Monique  Deschaussées,  Albert Attenelle,  Rosa Sabater, Ramon Coll, Luis de Moura Castro y Josep Colom. En su juventud fue miembro del grupo de rock progresivo en la década de los 70-80, Gòtic, como teclista. Intérprete para maestros como Franz-Paul Decker, Albert Argudo, Antoni Ros-Marbà, Joan Lluís Moraleda  y Octavi Ruiz, ha actuado con artistas como el flautista Jean-Pierre Rampal, la soprano Enriqueta Tarrés, el percusionista Javier Joaquín, la pianista Josefina Rigolfas o el viola Paul Cortese, con quien grabó las sonatas de viola y piano de Paul Hindemith, para la marca musical ASV de Londres (Inglaterra). También con el Trío Livschitz y con los solistas de la orquesta St. John's Smith Square de Londres. Ha actuado del mismo modo acompañando al tenora Jordi Figaró en un concierto en San Petersburgo, con  quien  ha grabado un disco titulado “Passió per la tenora”, con obras originales para tenora y piano.
Vilaprinyó hizo los arreglos del disco Fins que el silenci ve (Movieplay, 1979) del cantautor Joan Baptista Humet. Ha grabado algunos discos de música americana para piano, titulados “Gershwin & Co.”, “Gershwin Plus”, “Copland Presenta” y "Gershwin 80 aniversari", editados por la discográfica Ars Harmonica y Edicions Albert Moraleda, que forman parte del programa conmemorativo del centenario del nacimiento de los compositores norteamericanos George Gershwin, Duke Ellington y Aaron Copland. Ha actuado en múltiples ocasiones en el Palau de la Música Catalana de Barcelona, así como en el Saló del Tinell o en la Biblioteca Nacional de Cataluña. Desde el año 1986 es profesor titular de piano en el Conservatorio Superior Municipal de Música de Barcelona, siendo invitado periódicamente a colaborar como profesor especializado en diversos concursos de piano, de música de cámara, en cursos internacionales de verano (Curso Internacional de Música de Cervera -Cátedra Emili Pujol- desde 1980), así como en otros conservatorios de España.

## Discografía[4]

### Composiciones para piano solo
- El ressò de les campanes
- Petits Mons/Pequeños Mundos
- Homenaje a Taverna-Bech
- Onze retrats
- Nocturn & Blues
- Diumenge
- Arreglo: Vistes al Mar de Eduard Toldrà (para piano y violín)
- Amb B de Bach
- Rondó Fantasia

### Composiciones para piano y violín
- Scherzino (2012)
- Arreglo: Vistes al Mar d'Eduard Toldrà (2015)
- Tema con variaciones (2016)

### Composiciones para piano y voz
- La Fada de Roses, para soprano y piano (incluye voz soprano)
- Revetlla, para soprano y piano (incluye voz soprano)
- Amo l’aroma, para soprano y piano (incluye voz soprano)
- 2 Poemes (incluye voz soprano)
- L'evangeli del Vent (incluye voz soprano)

### Composiciones para piano y otros instrumentos
- Fent equilibris
- Peça per quartes. Peça per quintes
- Recitatiu, encanteri i swing
- Diàleg, pera acordeón y piano (2009)
- Divertimento en swing, para tible y piano (2004)
- Para Queralt, para clarinet y piano
- Sardana para vosotros, para clarinet, corno di basetto y piano
- Pieza para Quintas, para tenora y piano
- Quasitango, para violonchelo y contrabajo
- Apunts, para fiscorno y piano
- Bolero, para violonchelo y piano
- Salsa, para violonchelo y piano